# Lucilia fumicosta
Lucilia fumicosta este o specie de muște din genul Lucilia, familia Calliphoridae, descrisă de Malloch în anul 1926. Conform Catalogue of Life specia Lucilia fumicosta nu are subspecii cunoscute.